# Homo mensura
Homo mensura (svenska Människan är alltings mått) är en tes som tillskrivs den grekiske filosofen och sofisten Protagoras. Den kompletta satsen lyder Människan är alltings mått: måttet för det varande, att det är, och för det icke varande, att det icke är.
Liksom många fragment från försokratikerna, har frasen bevarats till modern tid utan något sammanhang, och den egentliga betydelsen är öppen för tolkning. Tesen anses traditionellt vara en kunskapsrelativism där det inte finns en objektiv sanning. I vissa tolkningar ses den dock så som ett bemötande av Parmenides syn på sanning och existens.